# 심바
심바(영어: Simba)는 1994년 애니메이션 영화 《라이온 킹》에 처음 등장한 디즈니 캐릭터로 동물의 왕 사자다. 속편 《라이온 킹 2》 (1998년), 《라이온 킹 3》 (2004)에도 등장하였다. 무파사와 사라비의 아들로, 날라의 남편으로, 딸 키아라와 아들 카이온이 있다.
《라이온 킹》은 디즈니 최고경영자 제프리 캐천버그가 1989년 고안한 것으로, 본래는 King of the Jungle이라는 이름이였다.